# 锡伦嫩

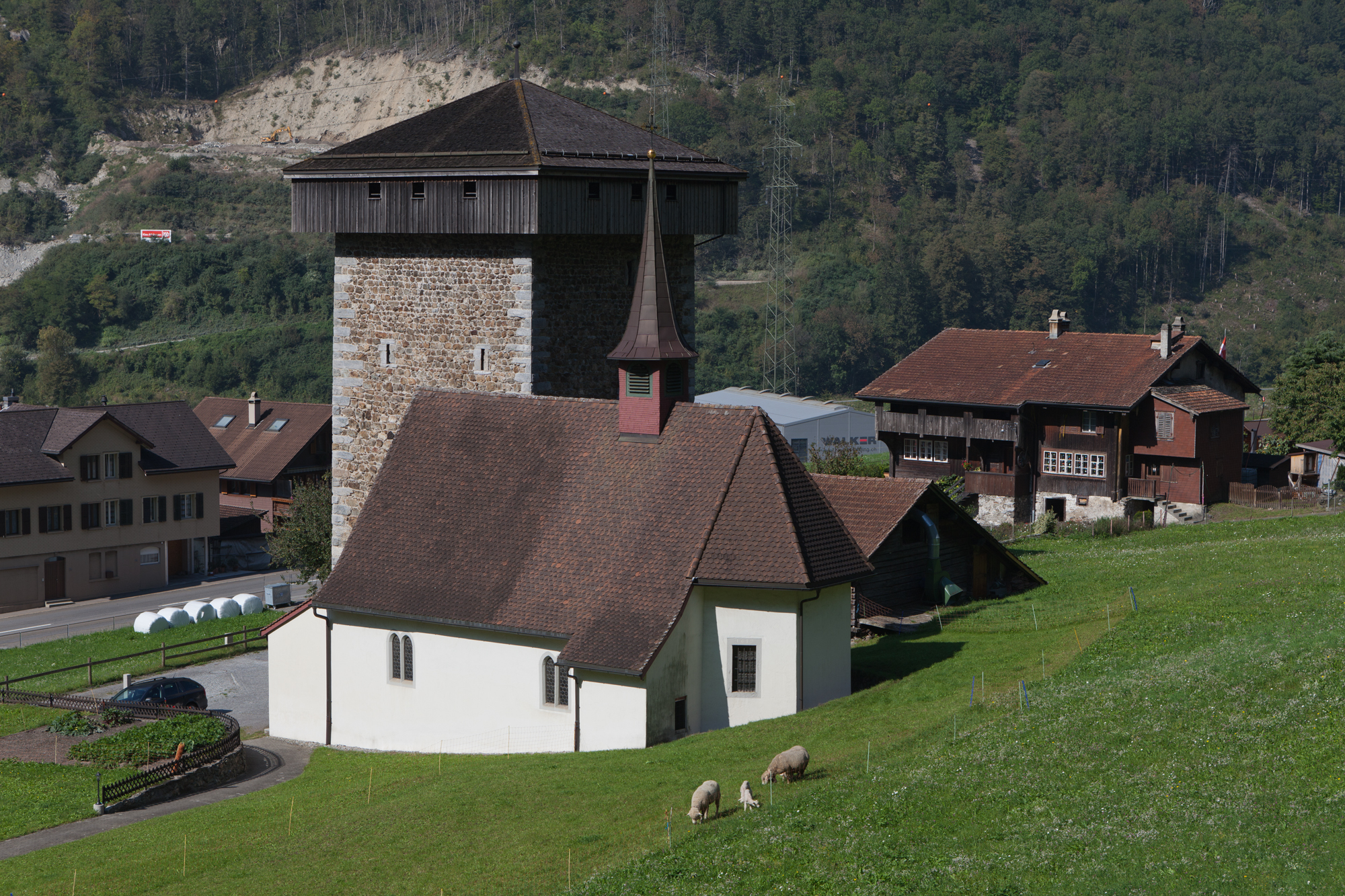

锡伦嫩是瑞士乌里州的市镇，位於該州中部，羅伊斯河东岸，与格勞賓登州接壤，面積为144.8平方公里。